# Потьер
Потье́р (фр. Pothières) — коммуна во Франции, находится в регионе Бургундия. Департамент коммуны — Кот-д’Ор. Входит в состав кантона Шатийон-сюр-Сен. Округ коммуны — Монбар.
Код INSEE коммуны — 21499.

## Население
Население коммуны на 2010 год составляло 194 человека.
| 1962 | 1968 | 1975 | 1982 | 1990 | 1999 | 2010 |
| ---- | ---- | ---- | ---- | ---- | ---- | ---- |
| 219  | 233  | 210  | 212  | 232  | 204  | 194  |

## Экономика
В 2010 году среди 117 человек трудоспособного возраста (15—64 лет) 88 были экономически активными, 29 — неактивными (показатель активности — 75,2 %, в 1999 году было 73,2 %). Из 88 активных жителей работали 81 человек (47 мужчин и 34 женщины), безработных было 7 (3 мужчин и 4 женщины). Среди 29 неактивных 10 человек были учениками или студентами, 7 — пенсионерами, 12 были неактивными по другим причинам.